# Parbig
Der Parbig (russisch Па́рбиг) ist der linke Quellfluss des Ob-Nebenflusses Tschaja in der russischen Oblast Tomsk in Westsibirien.
Der Parbig entspringt in den Sümpfen der Wassjuganje. Von dort fließt er in nordöstlicher Richtung. Er vereinigt sich schließlich mit dem Baktschar zur Tschaja. Der Parbig hat eine Länge von 320 km. Er entwässert ein Areal von 9180 km². Von April bis Juni führt der Parbig Hochwasser. Von Ende Oktober / Anfang November bis Ende April / Anfang Mai ist der Parbig eisbedeckt. Der mittlere Abfluss 21 km oberhalb der Mündung beträgt 29 m³/s.